# ديفيد أوبورن
ديفيد أوبورن (بالإنجليزية: David Auburn)‏ (و. 1969 – م) هو كاتب سيناريو، وكاتب، وكاتب مسرحي، من الولايات المتحدة الأمريكية، ولد في شيكاغو.

## التعليم
تعلم في مدرسة جوليارد، وجامعة شيكاغو.

## جوائز
حصل على جوائز منها:
- زمالة غوغنهايم
- جائزة بوليتزر عن فئة الدراما.

## وصلات خارجية
- ديفيد أوبورن على موقع IMDb (الإنجليزية)
- ديفيد أوبورن على موقع ألو سيني (الفرنسية)
- ديفيد أوبورن على موقع أول موفي (الإنجليزية)
- ديفيد أوبورن على موقع قاعدة بيانات برودواي على الإنترنت (الإنجليزية)
- ديفيد أوبورن على موقع قاعدة بيانات الأفلام السويدية (السويدية)
- ديفيد أوبورن على موقع قاعدة بيانات الفيلم (الإنجليزية)